# Castell de Larochette
El castell de Larochette (en luxemburguès: Buerg Fiels, en francès Château de Larochette, en alemany: Burg Fels) és per damunt de la ciutat de Larochette en el centre del Gran Ducat de Luxemburg. Data del segle xi, i va ser destruït pel foc al final del segle xvi. Des de la seva adquisició per l'Estat de Luxemburg el 1979, s'han realitzat treballs de restauració.

## Localització
Les ruïnes del castell es troben en un promontori a uns 150 metres sobre l'Ernz Blanc que s'estén a través de la petita ciutat de Larochette. El camí d'accés travessa un gran terreny amb terraplens fortificats. L'edifici principal està envoltat per una muralla, ara destruïda en gran part. Una rasa profunda divideix el castell en dues parts. A l'altre extrem del promontori, les restes de diverses cases senyorals donen fe de l'alta qualitat de l'arquitectura i el seu estil més aviat pompós.

## Història
Les primeres referències del castell són de finals del segle xi i durant el segle xii, quan els senyors de Larochette eren portadors de la bandera dels comtes de Luxemburg. La família quand proliferar va construir les cinc cases senyorials que són independents de l'estructura principal. Inclouen la Casa senyorial d'Homburg (1350) i la Casa senyorial de Créhange (1385), ambdues han estat restaurades.

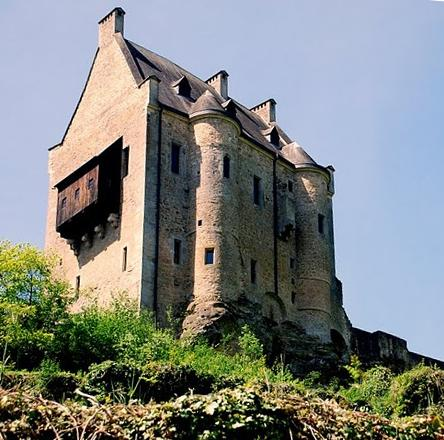
Castell de Larochette

El «Verlorenkost» -literalment: «aliment perdut»- torre de vigilància també es troba sola al costat sud. Conta]la llegenda que el cuiner estava portant olles plenes de menjar quan va ensopegar amb ella, perdent tot el menjar.
La Casa senyorial de Créhange ara mostra obres d'art antigues. Hi ha un pou que també té la seva llegenda, es diu com la senyora del castell va saltar al pou amb el seu fill, mentre que el castell era sota un atac. Després de rescatar a la dona, els invasors van acusar el majordom del castell de traïció i ho van llançar al pou. Es diu que reapareix cada Divendres Sant en forma d'un drac.